# Unione Sportiva Palermo Juventina 1941-1942
Questa voce raccoglie le informazioni riguardanti l'Unione Sportiva Palermo Juventina nelle competizioni ufficiali della stagione 1941-1942.

## Stagione
In questa stagione la rifondata società, fusasi il 23 agosto 1941 con la Juventina di Palermo, cambia denominazione che resterà in vigore fino alla stagione successiva. I colori sociali rimangono quelli della Juventina: il bianco e l'azzurro.
La squadra arriverà al 1º posto nel girone H della Serie C 1941-1942, passando ai gironi finali, nei quali viene collocata nel girone finale B (assieme ad Anconitana-Bianchi, Varese e Cuneo) e dove si piazza ancora al primo posto, venendo così promossa nella Serie B 1942-1943.
Lo score totale, se si comprende anche quello della fase finale alla Serie B, è il seguente: 19 vittorie, 7 pareggi, 4 sconfitte, 59 gol fatti e 23 gol subiti.

## Rosa
| N. |                   | Ruolo | Calciatore          |
| -- | ----------------- | ----- | ------------------- |
|    | Italia (bandiera) | P     | Ivano Corghi        |
|    | Italia (bandiera) | P     | Paolino Calò        |
|    | Italia (bandiera) | P     | Gian Battista Corso |
|    | Italia (bandiera) | D     | Nello Tedeschini    |
|    | Italia (bandiera) | D     | Mario Tozi          |
|    | Italia (bandiera) | D     | Gianni Trapani      |
|    | Italia (bandiera) | C     | Renato Ricci        |
|    | Italia (bandiera) | C     | Aristide Noseda     |
|    | Italia (bandiera) | C     | Ubaldo Coppo        |
|    | Italia (bandiera) | C     | Renato Antolini     |

| N. |                   | Ruolo | Calciatore         |
| -- | ----------------- | ----- | ------------------ |
|    | Italia (bandiera) | C     | Gaetano Conti      |
|    | Italia (bandiera) | C     | Antonino Lo Presti |
|    | Italia (bandiera) | C     | Mario Galassi      |
|    | Italia (bandiera) | C     | Ruggero Locchi     |
|    | Italia (bandiera) | C     | Lamberto Belelli   |
|    | Italia (bandiera) | C     | Angelo Penati      |
|    | Italia (bandiera) | A     | Carmelo Di Bella   |
|    | Italia (bandiera) | A     | Pietro Bazan       |
|    | Italia (bandiera) | A     | Umberto Di Falco   |
|    | Italia (bandiera) | A     | Candido Arrighi    |

## Risultati

### Serie C

#### Fase a gironi

##### Girone di andata
| Taranto 26 ottobre 1941 1ª giornata | Taranto | 1 – 0 | Palermo-Juventina |  |

| Palermo 2 novembre 1941 2ª giornata | Palermo-Juventina | 3 – 2 | Molfetta |  |

| Palermo 9 novembre 1941 3ª giornata | Palermo-Juventina | 0 – 0 | Pol. Lucana Potenza |  |

| Catania 1 gennaio 1942 4ª giornata | Catania | 4 – 1 | Palermo-Juventina |  |

| Palermo 23 novembre 1941 5ª giornata | Palermo-Juventina | 1 – 0 | Lecce |  |

| Foggia 30 novembre 1941 6ª giornata | Foggia | 1 – 2 | Palermo-Juventina |  |

| 7 dicembre 1941 7ª giornata |  | – Turno di riposo |  |  |

| Cosenza 14 dicembre 1941 8ª giornata | Cosenza | 0 – 0 | Palermo-Juventina |  |

| Palermo 21 dicembre 1941 9ª giornata | Palermo-Juventina | 0 – 0 | VV. FF. Palermo |  |

| Palermo 28 dicembre 1941 10ª giornata | Aviosicula Palermo | 0 – 2 | Palermo-Juventina |  |

| Palermo 4 gennaio 1942 11ª giornata | Palermo-Juventina | 1 – 0 | Siracusa |  |

| Brindisi 11 gennaio 1942 12ª giornata | Brindisi | 0 – 2 | Palermo-Juventina |  |

| Palermo 18 gennaio 1942 13ª giornata | Palermo-Juventina | 6 – 1 | Trani |  |

##### Girone di ritorno
| Palermo 15 febbraio 1942 14ª giornata | Palermo-Juventina | 2 – 1 | Taranto |  |

| Molfetta 22 febbraio 1942 15ª giornata | Molfetta | 0 – 2 | Palermo-Juventina |  |

| Potenza 1 marzo 1942 16ª giornata | Pol. Lucana | 1 – 8 | Palermo-Juventina |  |

| Palermo 8 marzo 1942 17ª giornata | Palermo-Juventina | 1 – 1 | Catania |  |

| Lecce 15 marzo 1942 18ª giornata | Lecce | 1 – 1 | Palermo-Juventina |  |

| Palermo 22 marzo 1942 19ª giornata | Palermo-Juventina | 1 – 0 | Foggia |  |

| 29 marzo 1942 20ª giornata |  | – Turno di riposo |  |  |

| Palermo 26 aprile 1942 21ª giornata | Palermo-Juventina | 2 – 0 | Cosenza |  |

| Palermo 3 maggio 1942 22ª giornata | VV. FF. Palermo | 0 – 1 | Palermo-Juventina |  |

| Palermo 10 maggio 1942 23ª giornata | Palermo-Juventina | 3 – 2 | Aviosicula Palermo |  |

| Siracusa 17 maggio 1942 24ª giornata | Siracusa | 1 – 1 | Palermo-Juventina |  |

| Palermo 24 maggio 1942 25ª giornata | Palermo-Juventina | 9 – 0 | Brindisi |  |

| Trani 31 maggio 1942 26ª giornata | Trani | 0 – 1 | Palermo-Juventina |  |

#### Gironi finale

##### Girone di andata
| Palermo 5 luglio 1942 1ª giornata | Palermo-Juventina | 1 – 0 | Anconitana-Bianchi |  |

| Varese 12 luglio 1942 2ª giornata | Varese | 1 – 0 | Palermo-Juventina |  |

| Cuneo 19 luglio 1942 3ª giornata | Cuneo | 1 – 1 | Palermo-Juventina |  |

##### Girone di ritorno
| Ancona 26 luglio 1942 4ª giornata | Anconitana-Bianchi | 4 – 1 | Palermo-Juventina |  |

| Palermo 2 agosto 1942 5ª giornata | Palermo-Juventina | 4 – 1 | Varese |  |

| Palermo 9 agosto 1942 6ª giornata | Palermo-Juventina | 1 – 0 | Cuneo |  |

## Statistiche

### Statistiche di squadra
| Competizione            | Punti | In casa | In casa | In casa | In casa | In casa | In casa | In trasferta | In trasferta | In trasferta | In trasferta | In trasferta | In trasferta | Totale | Totale | Totale | Totale | Totale | Totale | DR  |
| Competizione            | Punti | G       | V       | N       | P       | Gf      | Gs      | G            | V            | N            | P            | Gf           | Gs           | G      | V      | N      | P      | Gf     | Gs     | DR  |
| ----------------------- | ----- | ------- | ------- | ------- | ------- | ------- | ------- | ------------ | ------------ | ------------ | ------------ | ------------ | ------------ | ------ | ------ | ------ | ------ | ------ | ------ | --- |
| Serie C - Girone H      | 38    | 12      | 9       | 3       | 0       | 29      | 7       | 12           | 7            | 3            | 2            | 22           | 9            | 24     | 16     | 6      | 2      | 51     | 16     | +35 |
| Serie C - Girone finali | 7     | 3       | 3       | 0       | 0       | 6       | 1       | 3            | 0            | 1            | 2            | 2            | 6            | 6      | 3      | 1      | 2      | 8      | 7      | +1  |
| Totale                  | -     | 15      | 12      | 3       | 0       | 35      | 8       | 15           | 7            | 4            | 4            | 24           | 15           | 30     | 19     | 7      | 4      | 59     | 23     | +36 |